# نهر بيكاتونيكا
نهر بيكاتونيكا Pecatonica River نهر في الولايات المتحدة، يبلغ طوله 193 كم ،هو رافد من روافد نهر روك ،يمتد في جنوب ولاية ويسكونسن وشمال ولاية إلينوي.
الاسم بيكاتونيكا يعني النهر الملتوي.